# Ryan Roxie
Ryan Roxie,  född 1 december 1965 i Sacramento, Kalifornien, är en amerikansk gitarrist och singer-songwriter som för närvarande är bosatt i Stockholm, Sverige. Han är en av grundarna av bandet Roxie 77/Happy Pill och förmodligen mest känd för sitt gitarrspel och sitt samarbete med bland andra Alice Cooper, Slash, Casablanca och Dad's Porno Mag.
Det första mer kända bandet han var med i var powerpop-bandet Candy, som utvecklades till Electric Angels. Roxie medverkade dock inte på Candys debutalbum "Whatever Happened to Fun?" 1985 då han först senare ersatte Guns'N Roses-gitarristen Gilby Clarke.

## Diskografi

### Album
| År   | Artist                                          | Album                         | Skivbolag                     |
| ---- | ----------------------------------------------- | ----------------------------- | ----------------------------- |
| 1991 | Electric Angels                                 | Electric Angels               | Atlantic Records              |
| 1997 | Dad's Porno Mag                                 | Dad's Porno Mag               | Wax-Tone Records              |
| 1999 | Dad's Porno Mag                                 | Dad's Porno Mag (re-release)  | Robinson / Conspiracy Records |
| 2000 | Slash's Snakepit                                | Ain't Life Grand              | Koch Records                  |
| 2003 | Candy                                           | Teenage Neon Jungle           | Song Tree Records             |
| 2004 | Roxie 77                                        | Peace, Love and Armageddon    | Wax-Tone Records              |
| 2008 | Happypill                                       | This Year (singel-release)    | R77Sound Records              |
| 2009 | Roxie 77                                        | Two Sides To Every Story      | Bandcamp/R77Sound Records     |
| 2010 | Casablanca                                      | Downtown (singel-release)     |                               |
| 2010 | Casablanca                                      | Kings, Queens and Guillotines |                               |
| 2010 | Casablanca                                      | La Voix (singel-release)      |                               |
| 2012 | Casablanca                                      | Apocalyptic Youth             | Rocket Songs                  |
| 2013 | Ryan Roxie (samarbete med DPM, Roxie 77, m.fl.) | The Roxie Box                 | R77 Records                   |
| 2014 | Casablanca                                      | Riding a Black Swan           | Sony/Gain Records             |
| 2014 | Roxie 77                                        | The Ameriswede EP             | Bellyache Records             |
| 2017 | Electric Angels                                 | Lost in the Atlantic          |                               |
| 2017 | Alice Cooper                                    | Paranormal                    | Ear Music                     |
| 2018 | Ryan Roxie                                      | Imagine Your Reality          | Bellyache Music               |
| 2019 | Alice Cooper                                    | The Breadcrumbs EP            | Ear Music                     |
| 2021 | Alice Cooper                                    | Detroit Stories               | Ear Music                     |
| 2022 | Carrjam 21                                      | Carrjam 21                    | Sound Pollution Distribution  |

### Med Gilby Clarke
| År   | Album            | Skivbolag        |
| ---- | ---------------- | ---------------- |
| 1994 | Pawnshop Guitars | Virgin Records   |
| 1995 | Blooze           | Virgin Records   |
| 1997 | The Hangover     | Paradigm Records |
| 1998 | Rubber           | Pavement Records |

### Med Alice Cooper
| År   | Album                    | Skivbolag                |
| ---- | ------------------------ | ------------------------ |
| 1997 | A Fistful of Alice       | Guardian Records         |
| 2000 | Brutal Planet            | Spitfire Records         |
| 2001 | Dragontown               | Spitfire Records         |
| 2003 | The Eyes of Alice Cooper | Spitfire Records         |
| 2005 | Dirty Diamonds           | New West / Eagle Records |

### I samarbete med andra artister och samlingsalbum
| År   | Artist                                                            | Album                                     | Skivbolag                    |
| ---- | ----------------------------------------------------------------- | ----------------------------------------- | ---------------------------- |
| 1995 | Pappo's Blues                                                     | Caso cerrado                              | Main Records                 |
| 1997 | Tamara Champlin                                                   | You Won't Get to Heaven                   | Polystar Records             |
| 1997 | Webster Hall Rock n Roll                                          | Compilation                               | Web Hall Records             |
| 1999 | Tal Bachman                                                       | Tal Bachman                               | Columbia Records             |
| 2000 | James Michael                                                     | Inhale                                    | Beyond Records               |
| 2002 | Cheap Trick Tribute                                               | Cheap Dream                               | Cleopatra Records            |
| 2003 | Elegantly Wasted                                                  | Greetings from a Strange Place            | Flaco Records                |
| 2004 | Texas Terri Bomb                                                  | My Lips                                   | TKO Records                  |
| 2005 | Kiss Tribute                                                      | Spin the Bottle                           | Koch Records                 |
| 2006 | Huck Johns                                                        | Huck Johns                                | Hide Out / Columbia Records  |
| 2007 | KYD                                                               | Mary Goes Around (singel-release)         |                              |
| 2007 | Karl Martindahl                                                   | BBB Baby (singel-release)                 | Polar Studio Records         |
| 2007 | Crashdïet                                                         | Falling Rain (låtskrivare på singel)      | Universal Music              |
| 2008 | 5th Sonic Brigade                                                 | Kiss of Death (singel-release)            | OMM / SPD                    |
| 2008 | Various Artists                                                   | Kiss My Ankh: A Tribute to Vinnie Vincent | SplitScreen Entertainment    |
| 2009 | 5th Sonic Brigade                                                 | 5th Sonic Brigade (låt på albumet)        | OMM / SPD                    |
| 2009 | Bai Bang                                                          | Are You Ready                             | Metal Heaven Records         |
| 2012 | Various Artists                                                   | F*ck Cancer                               | Children's Cancer Foundation |
| 2013 | Ryan Roxie(collaborative with DPM, Roxie 77, and various artists) | The Roxie Box                             | R77 Records                  |